# Паола Кортеллезі
Паола Кортелле́зі (італ. Paola Cortellesi; 24 листопада 1973, Рим, Італія) — італійська акторка, співачка та телеведуча.

## Біографія
Паола Кортеллезі народилася 24 листопада 1973 року в Римі. У 13 років вона взяла участь в музичному телевізійному шоу «Indietro tutta!». У 19 років Паола поступила до акторської школи при театрі «Teatro Blu» в Римі, яка відома своїми випускниками, серед яких Кім Россі Стюарт, Джанмарко Тоньяцці, Стефанія Рокка, Клаудія Сантамарія та Клаудія Джеріні.
Свою акторську кар'єру Паола Кортеллезі почала наприкінці 1990-х років з телевізійно-розважальної програми під назвою «Macao» як запрошена гостя. На великому екрані акторка дебютувала в 1997 році в комедії «Три дурні та удача», зігравши за час своєї кінокар'єри ролі в понад 30 кіно- та телефільмах.
У 2011 році Кортеллезі зіграла головну роль у фільмі Массіміліано Бруно «Секс — за гроші, кохання — безкоштовно», за що була відзначена італійською національною кінопремією «Давид ді Донателло» за «Найкращу жіночу роль».
У 2017 році Паола Кортеллезі зіграла одну з головних ролей у фільмі режисера Ріккардо Мілані «Як кішка на кільцевій дорозі», за яку у 2018 році була вп'яте номінована на премію «Давид ді Донателло».

## Особисте життя
Паола Кортеллезі з 1 жовтня 2011 році у шлюбі за італійським режисером Ріккардо Мілані. У подружжя є донька Лора, яка народилася 24 січня 2013.

## Фільмографія
| Рік  |    | Українська назва                       | Оригінальна назва                        | Роль                     |
| ---- | -- | -------------------------------------- | ---------------------------------------- | ------------------------ |
| 2000 | ф  | Три дурні та удача                     | Chiedimi se sono felice                  | Далія                    |
| 2001 | ф  | Кохати або не кохати                   | Amarsi può darsi                         | Рита                     |
| 2001 | ф  | Якщо ви були                           | Se fossi in te                           | Катерина                 |
| 2001 | ф  | Ще рік, а потім я виросту              | Un altr'anno e poi cresco                | Алессія                  |
| 2002 | ф  | Верхи на тигрові                       | A cavallo della tigre                    | Антонелла                |
| 2002 | ф  | Хороший друг                           | Bell'amico                               | Даміана                  |
| 2003 | ф  | Минуле майбутнє                        | Passato prossimo                         | Клаудія                  |
| 2003 | ф  | Там, де знаходиться душа               | Il posto dell'anima                      | Ніна                     |
| 2003 | ф  | Без гальм                              | Senza freni                              | Джулія                   |
| 2004 | ф  | Ти знаєш Клаудію?                      | Tu la conosci Claudia?                   | Клаудія                  |
| 2006 | ф  | Нічого не обіцяй сьогодні увечері      | Non prendere impegni stasera             | Синтія                   |
| 2007 | тф | Марія Монтессорі: Життя заради дітей   | Maria Montessori: una vita per i bambini | Марія Монтессорі         |
| 2007 | ф  | Піано, соло                            | Piano, solo                              | Баба                     |
| 2009 | ф  | Дві партії                             | Due partite                              | Софія                    |
| 2009 | ф  | Фізика води                            | La fisica dell'acqua                     | Джулія                   |
| 2010 | ф  | Чоловіки проти жінок                   | Maschi contro femmine                    | К'яра                    |
| 2010 | с  | Речі, які залишаються                  | Le cose che restano                      | Нора                     |
| 2011 | ф  | Чоловіки проти жінок                   | Femmine contro maschi                    | К'яра                    |
| 2011 | ф  | Секс — за гроші, кохання — безкоштовно | Nessuno mi può giudicare                 | Аліса                    |
| 2011 | ф  | Хтось каже «ні»                        | C'è chi dice no                          | Ірма                     |
| 2013 | ф  | Бос у вітальні                         | Un boss in salotto                       | Кармела Крістіна Д'Авола |
| 2014 | ф  | Під щасливою зіркою                    | Sotto una buona stella                   | Луїза Томболіні          |
| 2014 | ф  | Даруйте, якщо я існую!                 | Scusate se esisto!                       | Серена Бруно             |
| 2015 | ф  | Декамерон                              | Maraviglioso Boccaccio                   | абатиса Усімвалда        |
| 2015 | ф  | І останні не стануть першими           | Gli ultimi saranno ultimi                | Лучіана Колаччі          |
| 2016 | ф  | Між нами, дівчатками                   | Qualcosa di nuovo                        | Лючія                    |
| 2017 | ф  | Як кішка на кільцевій дорозі           | Come un gatto in Tangenziale             | Моніка                   |
| 2017 | ф  | Мама чи тато?                          | Mamma o papà?                            | Валерія                  |
| 2018 | ф  | Антарктика                             | Antarctica                               | Headmistress             |

## Визнання
| Нагороди та номінації Паоли Кортеллезі            | Нагороди та номінації Паоли Кортеллезі                  | Нагороди та номінації Паоли Кортеллезі                      | Нагороди та номінації Паоли Кортеллезі |
| Рік                                               | Категорія                                               | Фільм                                                       | Результат                              |
| ------------------------------------------------- | ------------------------------------------------------- | ----------------------------------------------------------- | -------------------------------------- |
| Італійський національний синдикат кіножурналістів |                                                         |                                                             |                                        |
| 2002                                              | Премія «Срібна стрічка» найкращій акторці другого плану | Якщо ви були                                                | Номінація                              |
| 2009                                              | Премія «Срібна стрічка» найкращій акторці другого плану | Дві партії (у складі акторського ансамблю)                  | Номінація                              |
| 2011                                              | Премія «Срібна стрічка» найкращій акторці               | Секс — за гроші, кохання — безкоштовно Чоловіки проти жінок | Номінація                              |
| 2014                                              | Премія «Срібна стрічка» найкращій акторці               | Під щасливою зіркою                                         | Номінація                              |
| 2015                                              | Премія «Срібна стрічка» найкращій акторці               | Даруйте, якщо я існую!                                      | Номінація                              |
| 2015                                              | Нагорода Ніно Манфреді                                  | Нагорода Ніно Манфреді                                      | Перемога                               |
| 2016                                              | Премія «Срібна стрічка» найкращій акторці               | І останні не стануть першими                                | Номінація                              |
| Премія «Золотий кубок»                            |                                                         |                                                             |                                        |
| 2005                                              | Найкраща комедійна акторка                              | Ти знаєш Клаудію?                                           | Номінація                              |
| 2008                                              | Найкраща драматична акторка                             | Піано, соло                                                 | Номінація                              |
| 2008                                              | 2010                                                    | Фізика води                                                 | Номінація                              |
| 2008                                              | Премія Італійської федерації артхаусного кіно (FICE)    |                                                             |                                        |
| 2007                                              | Найкраща акторка                                        | Піано, соло                                                 | Номінація                              |
| Премія «Давид ді Донателло»                       |                                                         |                                                             |                                        |
| 2008                                              | Найкраща акторка другого плану                          | Піано, соло                                                 | Номінація                              |
| 2011                                              | Найкраща акторка                                        | Секс — за гроші, кохання — безкоштовно                      | Перемога                               |
| 2014                                              | Найкраща акторка                                        | Під щасливою зіркою                                         | Номінація                              |
| 2015                                              | Найкраща акторка                                        | Даруйте, якщо я існую!                                      | Номінація                              |
| 2016                                              | Найкраща акторка                                        | І останні не стануть першими                                | Номінація                              |
| 2018                                              | Найкраща акторка                                        | Як кішка на кільцевій дорозі                                | Номінація                              |
| Премія «Золотий глобус»                           |                                                         |                                                             |                                        |
| 2011                                              | Найкраща акторка                                        | Секс — за гроші, кохання — безкоштовно                      | Номінація                              |
| Кінофестиваль «Cerase», Італія                    |                                                         |                                                             |                                        |
| 2014                                              | Найкраща акторка                                        | Під щасливою зіркою                                         | Перемога                               |